# Беняса (Галац)
Беняса (рум. Băneasa) — село у повіті Галац в Румунії. Входить до складу комуни Беняса.
Село розташоване на відстані 221 км на північний схід від Бухареста, 58 км на північ від Галаца, 137 км на південь від Ясс.

## Населення
За даними перепису населення 2002 року у селі проживали 1497 осіб. Усі жителі села рідною мовою назвали румунську.
Національний склад населення села:
| Національність | Кількість осіб | Відсоток |
| -------------- | -------------- | -------- |
| румуни         | 1491           | 99,6%    |
| цигани         | 6              | 0,4%     |